# Seo Mi-ae
Seo Mi-ae (* 1965 in Punggi-eup, Gyeongsangbuk-do, Südkorea) ist eine südkoreanische Schriftstellerin von Kriminalliteratur.

## Leben
In der Mittelschule entdeckte Seo Mi-ae Mystery-Romane für sich. Mit dem Schreiben selbst begann sie zu ihrer Zeit als Studentin an der Universität. Mit ihrer Kurzgeschichte „30 Ways to Kill Your Husband“ (남편을 죽이는 서른 가지 방법 Nampyeoneul Jugineun Seoreun Gaji Bangbeop) gewann sie 1994 den jährlich stattfindenden Spring Literary Contest (스포츠 서울 신춘문예 추리소설 부문). Die Geschichte wurde später auch für ein Theaterstück adaptiert. Von 1994 bis 2005 veröffentlichte sie Kurzgeschichten und schrieb Drehbücher. Im Jahr 2000 war sie an dem Drehbuch für den Animationsfilm My Beautiful Girl, Mari beteiligt.
Seit 2009 veröffentlicht sie Romane. Für ihre Kriminal- und Thriller-Geschichten traf sie verschiedene Ermittler und die Kommissare, die die Ermittlung im Fall von Yoo Young-chul führten. Ausgehend von dem Fall des Serienmörders Yoo Young-chul veröffentlichte sie den Roman The Garden of a Doll und wurde dafür mit den Korean Mystery Award ausgezeichnet. 2010 veröffentlichte sie den Roman Jal Jayo Eomma (잘 자요 엄마), der in Deutschland unter dem Titel Der rote Apfel erschien. 2021 veröffentlichte sie den direkten Nachfolger, Modeun Bimil-eneun Ireumi Itda (모든 비밀에는 이름이 있다, dt. „Jedes Geheimnis trägt einen Namen“), der fünf Jahre nach Der rote Apfel spielt.

## Werke

### Romane
- 2009: Inhyeong-ui Jeongwon (인형의 정원)
- 2010: Jal Jayo Eomma (잘 자요 엄마)
  - 2020 auf Deutsch als Der rote Apfel. Übersetzung von Ki-Hyang Lee. Heyne.
- 2011: Mara’s Children
- 2015: Arin-ui Siseon (아린의 시선)
- 2018: Dangsin-ui Byeol-i Sarajideon Bam (당신의 별이 사라지던 밤)
- 2021: Modeun Bimil-eneun Ireumi Itda (모든 비밀에는 이름이 있다)

### Kurzgeschichtensammlungen
- 2006: 30 Ways to Kill Your Husband
- 2010: Bangaun Sarinja (반가운 살인자)
- 2015: The Trajectory of Stars